# NGC 4746
NGC 4746 é uma galáxia espiral (Sb) localizada na direcção da constelação de Virgo. Possui uma declinação de +12° 04' 59" e uma ascensão recta de 12 horas, 51 minutos e 55,2 segundos.
A galáxia NGC 4746 foi descoberta em 29 de Março de 1830 por John Herschel.